# Boreolepis
Boreolepis è un genere estinto di pesci ossei appartenente agli Actinopterygii, vissuto tra il Kunguriano superiore e il Wuchiapingiano del Permiano (circa 273–259 milioni di anni fa). I fossili di questo genere sono stati rinvenuti in depositi marini delle alte latitudini settentrionali, in quello che oggi è la Russia europea e la Groenlandia (isola di Clavering). Altri fossili sono stati ritrovati in Germania.

## Descrizione
Boreolepis è caratterizzato da uno scheletro dermico riccamente ornamentato, scaglie romboidali e un apparato cranico con tratti peculiari. Secondo la descrizione originale di Aldinger (1937), il cranio presenta varie caratteristiche. Le ossa frontali sono prive di espansioni laterali doppie. Il mascellare (maxilla) è curvo a forma di boomerang, con un'espansione postorbitale corta e arrotondata, e un'espansione suborbitale dorsale larga e ricurva. Il dentale è più alto posteriormente che anteriormente, con una curvatura dorsale convessa nella sua metà posteriore e inclinato anteriormente, privo di una punta distale ripiegata. Il parietale destro è più grande del sinistro e presenta un processo mediano a forma di tridente che si inserisce tra i frontali, oltre a due processi laterali più corti.
Le scaglie di Boreolepis sono allungate e fortemente ornate. In particolare, in B. tataricus, esse mostrano un campo depresso con solchi e creste ornamentali che si originano dai margini anteriore e dorsale e convergono verso l’angolo postero-inferiore. La superficie è attraversata da numerose creste minute e pori vascolari. L’articolazione tra le scaglie (del tipo "peg and socket") è poco sviluppata o assente.
La specie B. tataricus è stimata attorno a 1 metro di lunghezza totale, sulla base della dimensione delle scaglie e di confronti con scheletri completi di B. jenseni (più piccola).

## Classificazione
Boreolepis visse in ambienti marini delle alte latitudini del Paleocontinente Laurussia. I fossili sono stati rinvenuti in
Russia europea (dalla fine del Kunguriano fino all’inizio del Wuchiapingiano (Permiano medio e superiore), in particolare nelle regioni di Orenburg e Perm), in Groenlandia (nella zona dell’isola di Clavering, datata al Wuchiapingiano) e in Germania.
Il genere comprende due specie valide: la specie tipo Boreolepis jenseni, descritta da Aldinger nel 1937 e nota dal Cisuraliano superiore (Kunguriano) e Roadiano della Russia, e dal Wuchiapingiano della Groenlandia e in Germania, e Boreolepis tataricus, descritta da Esin nel 1996, rinvenuta nel Capitaniano tardo/Wuchiapingiano iniziale della Russia. Quest'ultima si distingue per la morfologia delle squame e l’ampiezza del campo depresso.

## Paleoecologia
- Boreolepis* era un pesce marino che abitava mari epicontinentali delle alte latitudini settentrionali del Permiano, probabilmente in ambienti costieri o poco profondi. La sua distribuzione in Russia e Groenlandia suggerisce una certa tolleranza alle condizioni climatiche fredde tipiche delle regioni boreali del tempo.